# Callitettix carinifrons
Callitettix carinifrons is een halfvleugelig insect uit de familie schuimcicaden (Cercopidae). De wetenschappelijke naam van deze soort is voor het eerst geldig gepubliceerd in 1904 door Noualhier.